# Anna McCune Harper
Anna McCune Harper (Santa Barbara, 2 luglio 1902 – Moraga, 14 giugno 1999) è stata una tennista statunitense.

## Carriera
In carriera ha ottenuto il suo miglior risultato vincendo il doppio misto a Wimbledon nel 1931, in coppia con il connazionale George Lott.

## Statistiche

### Singolare

#### Finali perse (1)
| Numero | Anno | Torneo                                | Superficie | Avversaria in finale    | Punteggio |
| 1.     | 1930 | U.S. National Championships, New York | Cemento    | Betty Nuthall Shoemaker | 1-6, 4-6  |

### Doppio

#### Finali perse (3)
| Numero | Anno | Torneo                                | Superficie | Compagna    | Avversarie in finale                  | Punteggio     |
| 1.     | 1928 | U.S. National Championships, New York | Cemento    | Edith Cross | Hazel Wightman Helen Wills            | 2-6, 2-6      |
| 2.     | 1930 | U.S. National Championships, New York | Cemento    | Edith Cross | Betty Nuthall Sarah Palfrey Cooke     | 6-3, 3-6, 5-7 |
| 3.     | 1932 | U.S. National Championships, New York | Cemento    | Edith Cross | Helen Hull Jacobs Sarah Palfrey Cooke | 6-3, 3-6, 5-7 |

### Doppio misto

#### Vittorie (1)
| Numero | Anno | Torneo            | Superficie | Compagno    | Avversari in finale     | Punteggio     |
| 1.     | 1931 | Wimbledon, Londra | Erba       | George Lott | Joan Ridley Ian Collins | 6-3, 1-6, 6-1 |

### Doppio misto

#### Finali perse (1)
| Numero | Anno | Torneo                                | Superficie | Compagno       | Avversari in finale       | Punteggio |
| 1.     | 1931 | U.S. National Championships, New York | Cemento    | Wilmer Allison | Betty Nuthall George Lott | 3-6, 3-6  |